# هيديو كوباياشي (كاتب)
هيديو كوباياشي (باليابانية: 小林秀雄 ) (و. 1902 – 1983 م) هو كاتب، وناقد أدبي، وفيلسوف، من اليابان، ولد في طوكيو، توفي في كاماكورا، كاناغاوا، عن عمر يناهز 81 عاماً.

## التعليم
تعلم في جامعة طوكيو.

## مناصب وهيئات
أدار جامعة ميجي.

## جوائز
حصل على جوائز منها:
- وسام الثقافة.

## روابط خارجية
- هيديو كوباياشي على موقع الموسوعة البريطانية (الإنجليزية)